# Polana chena
Polana chena är en insektsart som beskrevs av Delong och Wolda 1978. Polana chena ingår i släktet Polana och familjen dvärgstritar. Inga underarter finns listade i Catalogue of Life.